# Kościół Matki Boskiej Nieustającej Pomocy w Lublinie
Kościół Matki Boskiej Nieustającej Pomocy w Lublinie – kościół parafialny należący do diecezji lubelsko-podlaskiej Kościoła Starokatolickiego Mariawitów.

## Historia
Budowę kościoła rozpoczęto 25 września 1906 roku, zaś konsekracji dokonano już 6 grudnia tego samego roku. Koszt budowy, 4000 rubli, ponieśli wierni. W budynku prócz kościoła znalazło się miejsce na szkołę, ochronkę, szwalnię, kuchnię i mieszkania dla kapłana oraz nauczyciela. 
16 stycznia 1911 roku zatwierdzono plany rozbudowy kościoła o jednopiętrowy aneks od strony północnej. Z racji komplikacji, w tym czasowe zamknięcie świątyni przez okupacyjne władze austriackie w latach 1914–1917, rozbudowę zrealizowano dopiero w 1924 roku.
Szkoła i ochronka istniały do 1947 roku. Zwolnione pomieszczenia wykorzystywano najpierw na salkę katechetyczną, a potem na potrzeby plebanIi i kaplicę na czas zimowy.
Na początku lat 80. dokonano prac konserwacyjnych, związanych z pogorszeniem się stanu budynku przez budowę i ruch na obecnej alei Solidarności. W 1987 roku doszło do pożaru wnętrza kościoła. Ogień strawił oryginalne wyposażenie kościoła, w tym ołtarz z konfesją. W kolejnych latach naprawiano szkody, nie przywracając pierwotnego wystroju.

## Architektura
Kościół murowany z czerwonej cegły, posiada 2 kondygnacje. W wyglądzie zewnętrznym oraz w detalach nawiązuje do innych kościołów mariawickich, które powstawały w podobnym czasie. W przeciwieństwie do dominującego w architekturze mariawickiej stylu neogotyckiego, lubelski kościół posiada neobarokowy fronton. Dach dwuspadowy, pokryty blachą, od frontu zwieńczony krzyżem. Z tyłu znajduje się wieżyczka z sygnaturką. Do kościoła prowadzą murowane schody.
Wnętrze nakryte jest kolebkowatym sklepieniem. Obecny ołtarz podparty jest przez 20 tralek, które podtrzymują stół ołtarzowy. Nad nim jest umieszczone cyborium o barwie biało-złotej. Jest to miejsce gdzie przechowywana jest hostia, po prawej stronie jest powieszony obraz Matki Boskiej Nieustającej Pomocy, natomiast po lewej portret Marii Franciszki Kozłowskiej. Niedaleko ołtarza jest umieszczona biało-złota ambona podparta 12 kolumienkami. Na ścianach są umieszczone płaskie drzeworyty, na których przedstawiona jest Droga Krzyżowa. Drewniane ławki stojące w świątyni wykonane zostały przed II wojną światową.

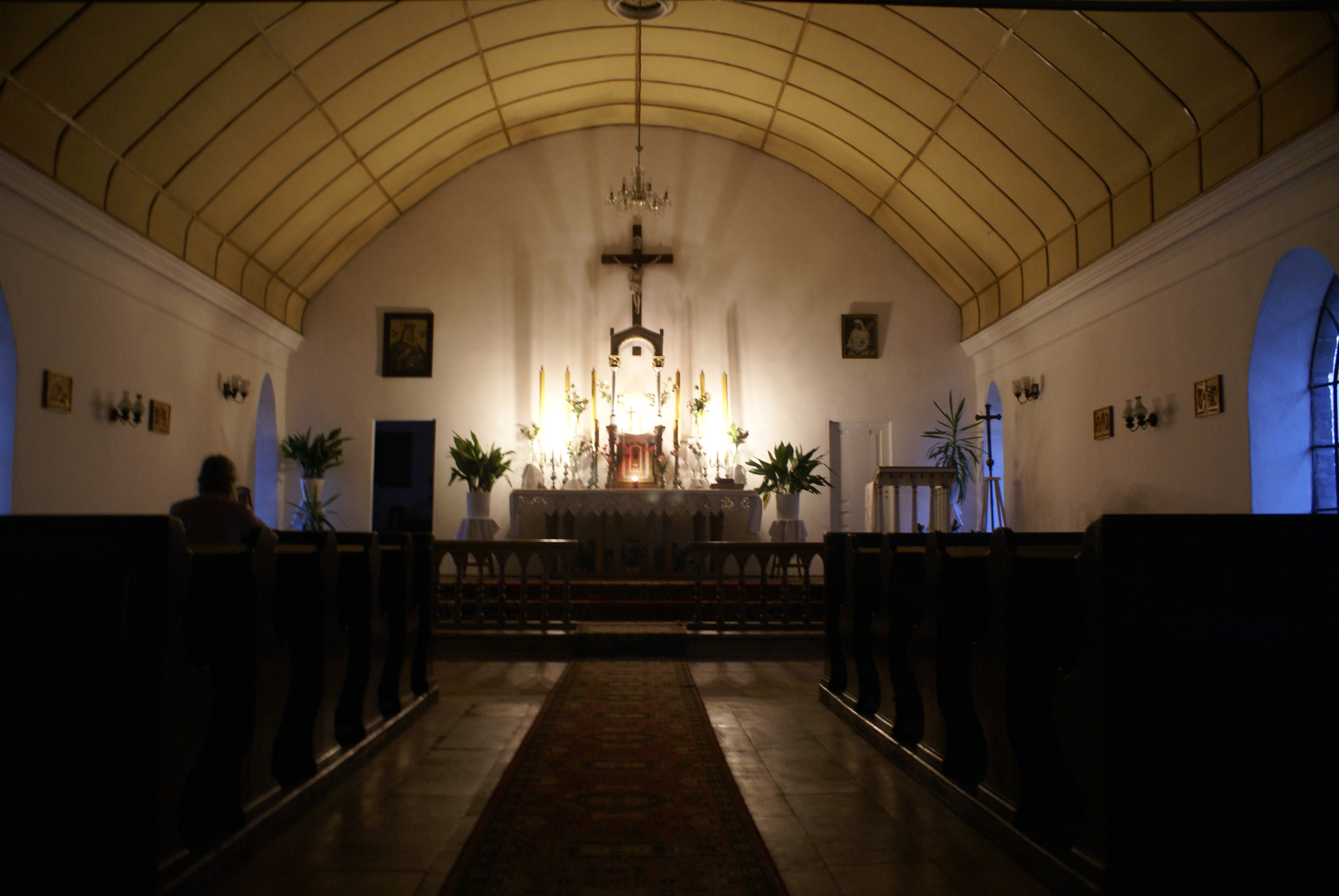
Wnętrze kościoła